# Рускова (Марамуреш)
Рускова (рум. Ruscova) насеље је у Румунији у округу Марамуреш у општини Рушкова. Oпштина се налази на надморској висини од 419 m.

## Становништво
Према подацима из 2002. године у насељу је живело 4854 становника.

### Попис2002.
| Расподела становништва по националности 2002.‍ | Расподела становништва по националности 2002.‍ | Расподела становништва по националности 2002.‍ | Расподела становништва по националности 2002.‍ | Расподела становништва по националности 2002.‍ |
| --------------------------------------------- | --------------------------------------------- | --------------------------------------------- | --------------------------------------------- | --------------------------------------------- |
|                                               |                                               |                                               |                                               |                                               |
| Румуни                                        | Румуни                                        |                                               | 161                                           | 3,3%                                          |
| Роми                                          | Роми                                          |                                               | 109                                           | 2,2%                                          |
| Украјинци                                     | Украјинци                                     |                                               | 4.578                                         | 94,4%                                         |